# 完颜宗浩
完颜宗浩（？—1207年9月24日），本名老，字師孟。金朝宗室、大將，金昭祖石魯四世孫，完顏奔睹之子。
貞元年間，為完顏亮入殿小底。金世宗完顏雍在遼陽府即位，受父命奔馳恭賀，命充符寶祗候。大定二年（1162年），領萬戶從父至山東都元帥府，授山東東路兵馬都總管判官。承襲因閔斡魯渾猛安，授河南府判官，同知陝州防禦使事。同知彰化軍節度使事，同簽樞密院事，改曷蘇館節度使。大定二十三年（1183年），為大理卿。大定二十四年（1184年），授山東路統軍使，兼知益都府事。大定二十六年（1186年），為賀宋孝宗生日使，回來後，任刑部尚書。大定二十七年（1187年），拜參知政事。明昌元年（1190年），金章宗即位後，完顏宗浩為北京留守，轉任同判大睦親府事。受命佩戴金虎符駐泰州，以備御北方，力主出兵征討北方諸部落。承安三年（1198年），收降弘吉剌部，在忒里葛善擊敗散只兀部，收降哈答斤部長白古帶、散只兀部胡必剌。大敗婆速火部，獲得大量駝馬牛羊，官至光祿大夫。承安四年（1199年），拜樞密使，封榮國公、崇國公。建言將東北路招討司從泰州遷到金山，設置左右副招討二員。奉命到中都、山東、河北括地，得到三十餘萬頃。後來出知真定府事，任西京留守。入為樞密使，尚書右丞相。奉命監督開掘界壕，率軍擊退撒里部長陁括里，再任左丞相。泰和七年（1207年），兼都元帥，在汴京行省事，督軍攻打宋朝，親自赴襄陽巡師，迫使南宋遣使求和。泰和七年九月初一日（1207年9月24日），在軍中去世，諡號通敏。

## 延伸阅读
[在维基数据编辑]
 《金史·卷93》，出自脱脱《遼史》